# Partido judicial de Fonsagrada
El Partido judicial de Fonsagrada es uno de los 45 partidos judiciales en los que se divide la Comunidad Autónoma de Galicia, siendo el partido judicial n.º 8 de la provincia de Lugo.
Comprende a las localidades de Baleira, Fonsagrada, Navia de Suarna, Negueira de Muñiz y Ribera de Piquín.
La cabeza de partido y por tanto sede de las instituciones judiciales es Fonsagrada. La dirección del partido se sitúa en la Rúa Penela de la localidad. Fonsagrada cuenta con un Juzgado de Primera Instancia e Instrucción.